# کاتانداوا
کاتانداوا (به پرتغالی: Catanduva) یک منطقهٔ مسکونی در برزیل است که در ایالت سائو پائولو واقع شده‌است. کاتانداوا ۲۹۰٫۵۹ کیلومتر مربع مساحت و ۱۱۹٬۴۸۰ نفر جمعیت دارد و ۵۰۳ متر بالاتر از سطح دریا واقع شده‌است.